# داویدوویچه
داویدوویچه (به لهستانی:  Dawidowicze) یک روستا در لهستان است که در گمینا زابوودوو واقع شده‌است.